# Corethrella unizona
Corethrella (Corethrella) unizona – gatunek muchówki z rodziny Corethrellidae.
Gatunek ten został opisany w 2012 roku przez Arta Borkenta, Ulmara Grafe i Ichiro Miyagiego, wyłącznie na podstawie samic.
Muchówka o czole z dwoma dużymi szczecinkami między oczami. Czułki, nadustek, głaszczki, tułów, przezmianki i odwłok ma jednolicie brązowe. Na skrzydłach występuje pojedyncza przepaska, położona w połowie ich długości. Odnóża są brązowe z jaśniejszymi łączeniami ud z goleniami w dwóch początkowych parach i rozjaśnioną nasadową częścią ud pary ostatniej. Ponadto ciemniejsza pigmentacja występuje na szczycie goleni ostatniej pary odnóży.
Owad znany wyłącznie z Borneo: z Brunei i malezyjskiego stanu Sarawak. Zamieszkuje lasy torfowe i pobrzeża rzek na wysokościach od 30 do 1083 m n.p.m..